# Ard de Block
Ard de Block (Deventer, 25 oktober 1968) is een Nederlands kunstenaar en vormgever, die bekend werd als ontwerper van erotisch getinte meubels. Tegenwoordig ontwerpt hij realistische protheses.

## Leven en werk
De Block is geboren in Deventer en getogen in Apeldoorn. Na de middelbare school aldaar studeerde hij aan de Hogeschool voor de Kunsten in Utrecht, waar hij in 1993 afstudeerde op de afdeling 3D design. Hij werkte vanuit een atelier nabij Vliegveld Teuge.
In het jaar van zijn afstuderen, in 1993, had hij zijn eerste expositie bij de Zwolsche Algemeene, tegenwoordig Allianz. Zijn werk werd die zomer ook getoond bij de expositie van eindexamenwerk van de Nederlandse academies in Galerie K.I.S. in Amsterdam. Met deze galerie exposeerde hij het volgende jaar op Casa Europea 1 op de Antwerp Expo, en bij Droomdesign I in de Prins Bernhardhoeve Zuidlaren. Op deze woonbeurs trok zijn werk veel aandacht.
In 1994 waren De Block's tafel en stoel met sexy vrouwenbenen en -billen het boegbeeld in de expositie Vormlust, erotiek in design in Galerie K.I.S. terug in Amsterdam. De expositie van erotisch getinte meubels was later dat jaar te zien in Groningen bij Galerie De Vooruit.
In de eerste jaren exposeerde De Block zijn meubels in designgaleries in vele Nederlandse steden. Het werk werd gepubliceerd in vele kranten van De Telegraaf tot de Volkskrant en het NRC Handelsblad, en van het Vakblad Meubel, tot tabloids als Aktueel en De Man, en in de magazines Penthouse en Playboy.
Later is de collectie van De Block ook regelmatig te zien geweest op tv en in films. Een aantal van zijn meubelstukken waren te zien in een serie afleveringen van het programma Goedele in 1997, waarbij Goedele Liekens haar gasten op geheel gepaste wijze ontving aan het bekende meubelstuk van de Block genaamd De Tafeldame. De psychologe/seksuologe nam zelf plaats op de bijpassende stoel genaamd De Orgiast. Deze stoel was in 1999 ook terug te zien in de comedy-drama film 8½ Women, geregisseerd door Peter Greenaway.
De Block heeft het werken vanuit zijn atelier in Teuge ervaren als een mooie tijd. Echter wat hij miste als kunstenaar was het contact met en het daadwerkelijk iets kunnen betekenen voor een ander. Daarom is hij zich vanaf 2006 gaan richten op de productie van realistische protheses, waarbij hij als sculpteur van levensechte siliconen ledemaatprotheses zijn creativiteit en vakmanschap kon combineren met het adviseren en begeleiden van zijn cliënten. Een vak waarin hij zich in de loop der jaren steeds meer heeft gespecialiseerd en in 2011 zijn eigen bedrijf 'Ardtus' is gestart.

## Werk
Het bekendste werk van De Block is de stoel, genaamd De Orgiast. De Block vertelde in Het Nieuwsblad van het Noorden hierover:
De zitting van De Orgiast bestaat uit het onderlichaam van een vrouw dat in de rugleuning samenkomt met een mannelijke tors. Zo ontstaat een soort halfwezen, deels menselijk, deels een meubelstuk. Ik ontwerp zo wel vaker mijn meubels, waarbij ik overigens de functionaliteit niet uit het oog verlies. Meubels zijn net huisdieren of huisgenoten. Je neemt ze om je te behagen.
Het werk van De Block was zelfs de inspiratie geweest tot de expositie Vormlust, erotiek in design in Galerie K.I.S., zoals Het Parool in 1994 meldde over de expositie:
Het idee ontstond, hoe kan het anders, als grap: 'Hoe trekken we meer publiek naar onze exposities?' Met de tafel en stoel van Ard de Block voor de ramen krijg je het nodige volk wel over de vloer...
Het werk van De Block was ook vijf opeenvolgende jaren van 1993 tot 1997 te zien een van de grote publiekstrekker van de Utrechtse Jaarbeurs, de expositie Erolife. In 1995 werd het werk als onderdeel van een installatie gewoon gebruikt.

## Exposities, een selectie
- 1993 - Eindexamenwerk in Galerie K.I.S., Amsterdam
- 1993 - Erolife 93, Jaarbeurs in Utrecht
- 1994 - Casa Europea I, Bouwcentrum Antwerpen
- 1994 - Droomdesign I, Prins Bernhardhoeve Zuidlaren.
- 1995 - Galerie One to Z, Delft.
- 1995 - Galerie Diem, Amsterdam.
- 2010 - Westpoint galerie Art Event, 2010 Apeldoorn 30-31 oktober.
- 2013 - ACEC, Appeldoorn[6]